# Ateni

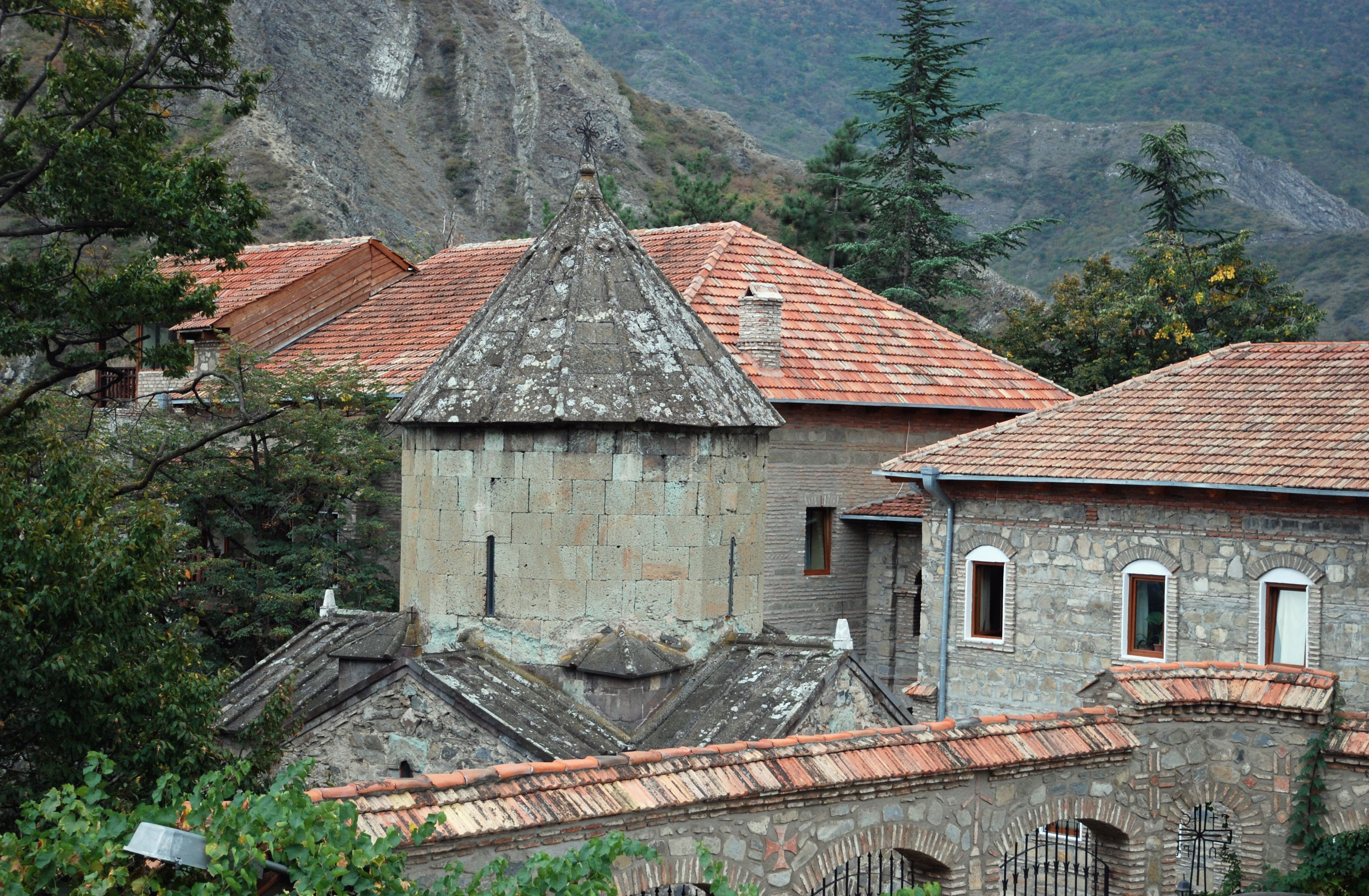
Kleine Ateni-Kirche in Didi Ateni

Ateni (georgisch ატენი; ɑtʼɛnɪ) bezeichnet zwei Dörfer in der Munizipalität Gori der Region Innerkartlien in Georgien. Patara Ateni („kleines Ateni“) und Didi Ateni („großes Ateni“) liegen im malerischen Tal des Tana, eines rechten Nebenflusses der Mtkvari südlich von Gori.
Patara Ateni ist ein Weinbauort, der etwa drei Kilometer nach der Siedlungsgrenze von Gori beginnt und sich über gut zwei Kilometer entlang der Straße erstreckt. 6,5 Kilometer von Gori entfernt ist auf der linken Straßenseite die kleine Ateni-Kirche innerhalb eines ummauerten Bezirks zu sehen. Sie wurde im 7. Jahrhundert erbaut und im 9. oder 10. Jahrhundert erweitert. Das berühmteste Bauwerk im Tal ist die Anfang des 7. Jahrhunderts erbaute Sioni-Kirche im Ortsteil Didi Ateni, acht Kilometer südlich von Gori. Die Straße windet sich weiter am Talhang den Berg hinauf und endet rund 25 Kilometer südwestlich der Stadt beim Ort Kvemo Boshuri auf 1130 Metern Höhe.
Didi Ateni wurde im 9. Jahrhundert in Chroniken als eine Stadt erwähnt und im 11. Jahrhundert vom georgischen König Bagrat IV. ausgebaut. Drei Festungen auf den Hügeln sicherten einst das Tal: Ateni, Were und Dekziche. Vom 13. bis zum 17. Jahrhundert blieb Ateni ein städtisches Zentrum, dessen Bedeutung im 18. Jahrhundert allmählich zurückging.  